# Филипс стадион
Стадион Филипс је терен клуба ПСВ Ајндховен са 35 хиљада седећих места. Први пут је отворен 31. августа 1913. Стадион се налази у Филипсдорпу („Филипс село“), делу ајндховеншке општинје Стријп , у близини центра Ајндховена.
Капацитет стадиона 1933. године је био само 300 седећих места, а тако је било све до 1941. када је проширен на 18.000 седишта.
Крајем Другог светског рата град Ајндховен је претрпео велика разарања, па и сам стадион. Стадион је обновљен, а 1958. је поширен на 22 хиљаде седећих места. Данас, стадион може примити 35.119 гледалаца. Планови даљег проширења на 45 хиљада места су урађени, али се од њих одустало јер је Холандија изгубила у избору за домаћина Светског првенства 2018. Просечна посећеност у сезони 2007/08 је била 33600 гледалаца. 
Иако по европским стандардима није велики стадион, Филипс стадион је био један од четири холандска фудбалска терена током Европског првенства 2000. УЕФА га је оценила са четири звездице, што значи да се на њему може играти финале Лиге Европе. Оно је и одиграно 2006. године, када је Севиља победила Мидлсброу са 4-0.

## Мечеви на ЕП 2000.
| Датум          |             | резултат |          | фаза такмичења |        | присутно гледалаца |
| -------------- | ----------- | -------- | -------- | -------------- | ------ | ------------------ |
| 12. јуни 2000. | Португалија | 3–2      | Енглеска | група А        | 31,500 |                    |
| 15. јуни 2000. | Шведска     | 0–0      | Турска   | група Б        | 28,560 |                    |
| 19. јуни 2000. | Италија     | 2–1      | Шведска  | група Б        | 28,000 |                    |